# Love Revolution
Love Revolution — студийный альбом американской певицы современной христианской музыки Натали Грант, выпущенный 24 августа 2010 года на лейбле Curb Records.

## Отзывы
| Оценки критиков     | Оценки критиков |
| Источник            | Оценка          |
| ------------------- | --------------- |
| AllMusic            | [ 1 ]           |
| CCM Magazine        | [ 3 ]           |
| Christianity Today  | [ 4 ]           |
| Cross Rhythms       | [ 5 ]           |
| Jesus Freak Hideout | [ 6 ]           |
| New Release Tuesday | [ 7 ]           |

Альбом получил положительные отзывы от музыкальных критиков. В AllMusic отметили, что «За десятилетие своей сольной карьеры Натали Грант превратилась в мощную силу христианской эстрады. Love Revolution также является продолжением того звучания, которое она создала после сотрудничества с Curb Records, лейблом, который делит свой реестр между кантри и христианскими исполнителями. Грант в равной степени использует образцы из обоих миров, отдавая предпочтение песням, в которых она ссылается на свою веру в текстах, но берёт музыкальные подсказки из более светских источников. Кантри, поп-музыка и современная взрослая музыка — вот основные направления … в 12 треках. Поскольку это альбом CCM, песни должны быть как можно более доступными, а доступность — одна из сильных сторон Love Revolution. Здесь нет ничего сложного, экспериментального или заумного; вместо этого музыка прямая и почти догматически мелодичная, с аранжировками, которые создают ощущение величия, но редко перегружают. Большую часть своего времени Love Revolution посвящает межжанровым сочетаниям, что делает его одним из самых разнообразных альбомов».
Альбом был номинирован на премию GMA Dove Award в категории «Поп/современный альбом года» на 42-й церемонии GMA Dove Awards.

## Список композиций
| №                   | Название                     | Автор(ы)                                       | Длительность |
| ------------------- | ---------------------------- | ---------------------------------------------- | ------------ |
| 1.                  | «Daring to Be»               | Natalie Grant, Bernie Herms, Matthew West      | 3:48         |
| 2.                  | «Love Revolution»            | Matt Bronleewe, Grant, Jason Ingram            | 4:21         |
| 3.                  | «Greatness of Our God»       | Stuart Garrard, Ingram, Reuben Morgan          | 4:06         |
| 4.                  | «Human»                      | Ingram, Dan Muckala, Jordin Sparks             | 3:55         |
| 5.                  | «Beauty Mark»                | Herms, Grant                                   | 3:19         |
| 6.                  | «Power of the Cross»         | Shelly E. Johnson                              | 3:51         |
| 7.                  | «Desert Song»                | Brooke Fraser                                  | 3:46         |
| 8.                  | «Your Great Name»            | Michael Neele, Krissy Nordhoff                 | 6:01         |
| 9.                  | «You Deserve»                | Herms, Ingram                                  | 4:51         |
| 10.                 | «Someday Our King Will Come» | Trent Dabbs, Ian Fitchuk, Grant, Justin Loucks | 3:32         |
| 11.                 | «Song to the King»           | Grant, Herms                                   | 5:42         |
| 12.                 | «Your Great Name» (Acoustic) | Neele, Nordhoff                                | 5:33         |
| Общая длительность: | Общая длительность:          | Общая длительность:                            | 52:45        |

| №                   | Название                   | Автор(ы)            | Длительность |
| ------------------- | -------------------------- | ------------------- | ------------ |
| 13.                 | «Alive» (From "The Story") | Nichole Nordeman    | 5:06         |
| Общая длительность: | Общая длительность:        | Общая длительность: | 57:51        |

| №                   | Название              | Автор(ы)                                  | Длительность |
| ------------------- | --------------------- | ----------------------------------------- | ------------ |
| 13.                 | «Held»                | Christa Wells                             | 4:22         |
| 14.                 | «I Will Not Be Moved» | Natalie Grant                             | 3:50         |
| 15.                 | «In Better Hands»     | Catt Gravitt, Jim Daddario, Thom Hardwell | 3:38         |
| Общая длительность: | Общая длительность:   | Общая длительность:                       | 1:03:55      |

## Чарты
| Чарт (2010)                      | Высшая позиция |
| -------------------------------- | -------------- |
| США (Billboard 200)              | 32             |
| США (Billboard Christian Albums) | 2              |

| Чарт (2011)                     | Высшая позиция |
| ------------------------------- | -------------- |
| US Christian Albums (Billboard) | 50             |